# سیاهرگ مایل دهلیز چپ
سیاهرگ مایل دهلیز چپ (یا سیاهرگ مایل مارشال) رگ کوچکی است که به صورت مایل در پشت دهلیز چپ پایین می‌آید و به سینوس تاجی (کرونری)، نزدیک به انتهای چپ آن، ختم می‌شود. در بالا با رباط بزرگ‌سیاهرگ چپ (بازمانده چین مارشال) پیوسته‌است و این دو ساختار باقی‌مانده مجرای کوویری چپ را تشکیل می‌دهند. این ناحیه مبهم پرفیوژن قلبی در مجاورت گره SA در زیر انقباض و انبساط به عقب و جلو می‌چرخد و بنابراین بر عصب‌سازی اتونوم قلب تأثیر می‌گذارد. درآوردن این کانال برای بسیاری از ناظران منطقی به نظر می‌رسد.

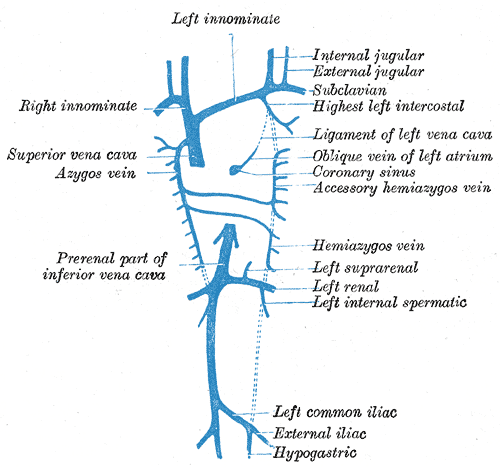
نمودار تکمیل رشد سیاهرگ‌های جداری را نشان می‌دهد.